# 彼得·雅各布森

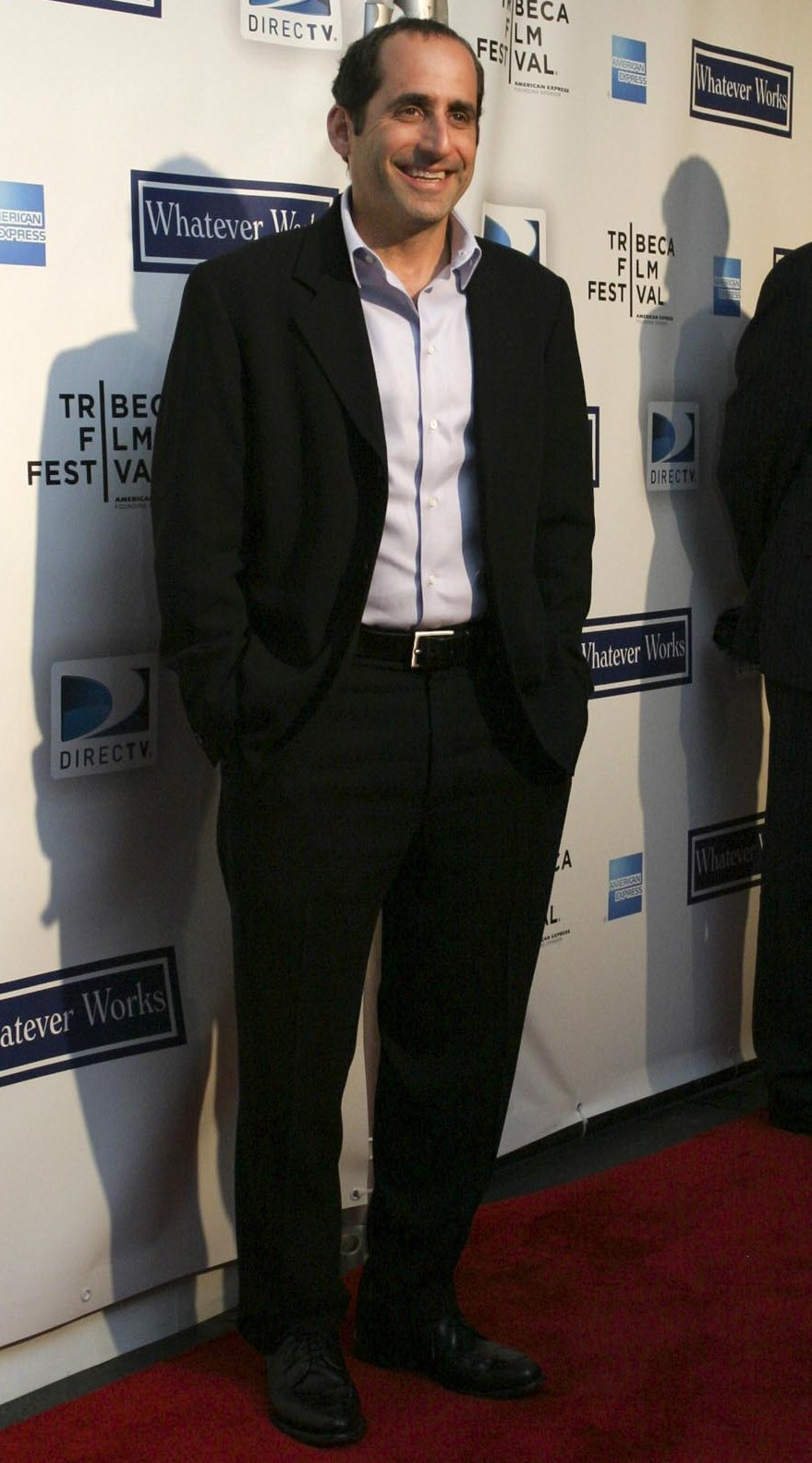
彼得·雅各布森

彼得·雅各布森（英語：Peter Jacobson，1965年3月24日—）是一位美國猶太人演員，出生於美國伊利諾州芝加哥，畢業於布朗大學。其著名電視影集作品有福斯廣播公司影集《醫神系列》中飾演杜其轁（Chris Taub）以及娛樂時間電視網影集《清道夫系列》中飾演Lee Drexler，此外亦曾於多部影集中客串及常規演出，包括《紐約重案組》、《法律與秩序》、《三更急先鋒》、《仁心仁術》、《鑑證行動組》、《醫院狂想曲》、《心理追兇》、《波士頓法律》、《上流名醫》
、《「法」妻》、《法律與秩序：特殊受害者》、《靈感探案》、《芝加哥警署》、《國務卿女士》等，現於USA電視台影集《殖民地》中主演Alan Snyder。

## 外部連結
- 彼得·雅各布森在互联网电影资料库（IMDb）上的資料（英文）
- 在AllMovie上彼得·雅各布森的頁面（英文）